# Верховний орден Христа
Верховний орден Христа (італ. Ordine Supremo del Cristo) — найвищий орден Ватикану, який вручався католицьким монархам.

## Історія
Первісно орден Христа був заснований португальським королем Дінішем І для заміни ордену тамплієрів, скасованого папою Кліментом V в 1312 році. В 1319 орден був підтверджений булою «Ad ea ex quibus» папи Івана XXII. Починаючи з кінця XV столітті португальські королі та Святий престол розпоряджалися цим орденом незалежно, що означало фактичне його розділення на дві окремі нагороди. У 1789 році португальський орден був остаточно секуляризований і є державною нагородою Португалії. Серед кавалерів папського ордену Христа XIX століття — Отто фон Бісмарк, що був зацікавлений у підтримці Папи і обрав папу Лева XIII суддею в суперечці з Іспанією за Каролінські острови.
В 1905 році по реформі папи Пія X, орден був визнаний найвищою нагородою Святого престолу. Цим орденом були нагороджені:
- король Італії Віктор Емануїл III, 1932;
- президент Франції Альбер Лебрен, 1935;
- генерал Франциско Франко, 1953;
- генерал де Голль, 1959;
- король Бельгії Бодуен I, 1961;
- Ірландський президент Еймон де Валера.
- 1 — й Федеральний канцлер ФРН Конрад Аденауер.

В 1966 році булою Папи Павла VI Ordinis Equestres було встановлено, що Верховним орденом Христа можуть нагороджуватися лише з нагоди надзвичайних подій і тільки в особистій присутності папи. Після смерті короля Бодуена I 1993 у світі не залишилося жодного живого кавалера ордену Христа.

## Галерея

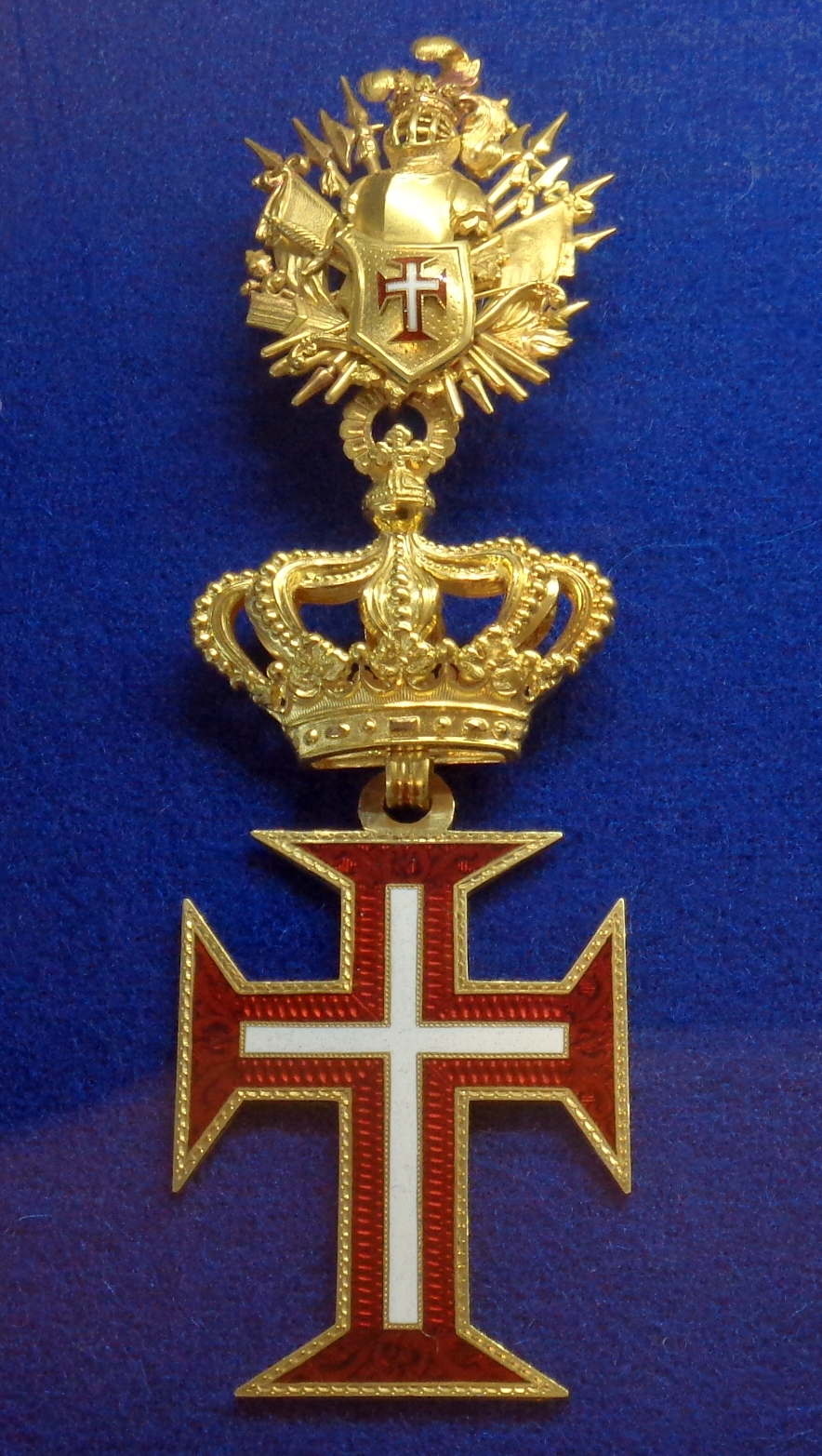
Знак ордену
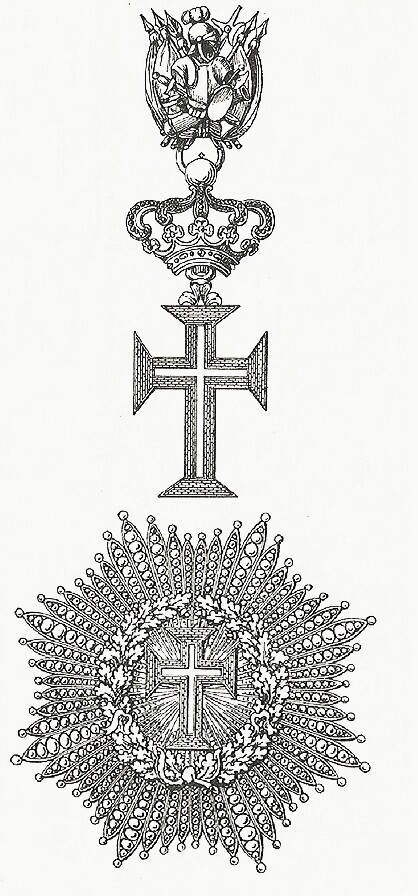
Знак і зірка ордену
Комір (ланцюг) ордену